# پیچ امین‌الدوله ژاپنی
لنیکرا جاپنیکا (نام علمی: Lonicera japonica) نام یک گونه از سرده پیچ امین‌الدوله است.

## پیوند به بیرون

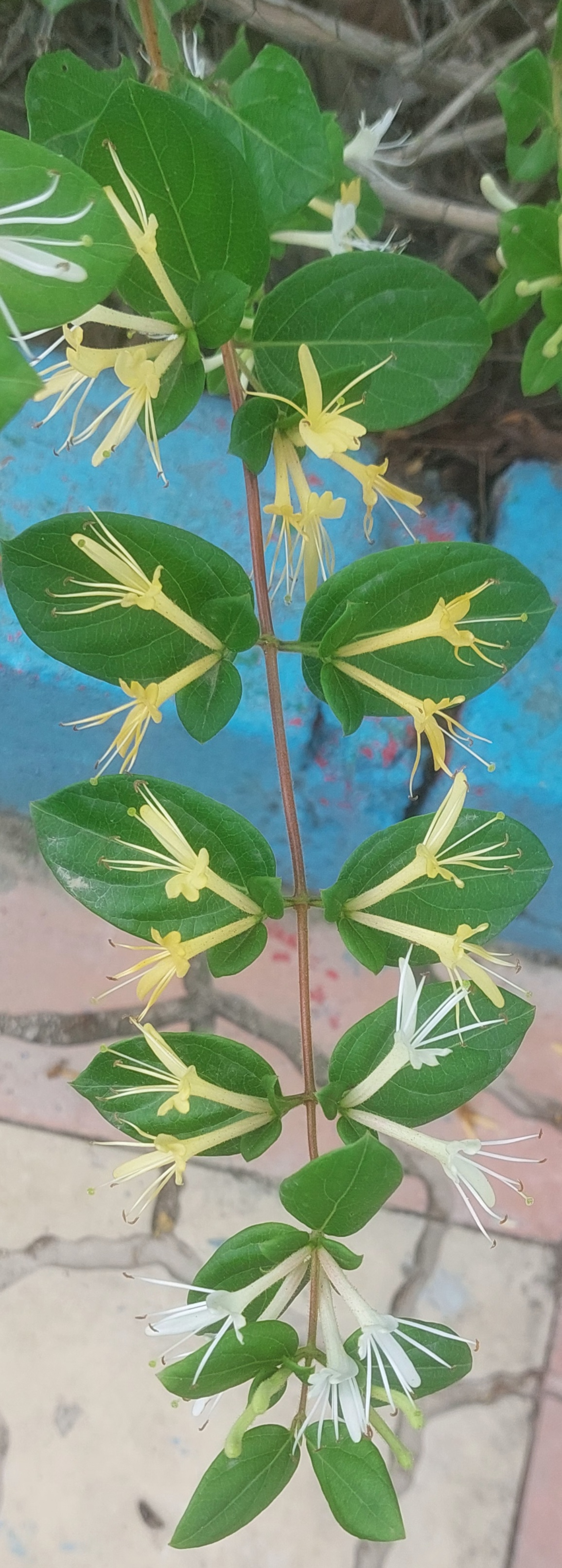
پیچ امین الدوله